# Grč (sastav)
Grč je shock rock sastav iz Rijeke oformljen 1982. godine. Sastav je kroz godine promijenio više postava te je jedina konstanta njihove karijere frontmen Zoran Štajdohar - Zoff. Glazba koju stvara Grč disonantna je i van gabarita bilo kojeg žanra, te zorno prikazuje idejnu misiju sastava - stvarati glazbu spontano, bez ustaljenih pravila i čvrste regule.

## Nastanak sastava i prva postava (1982. – 1987.)
Grč je, pukim slučajem, nastao na Dan Republike, 29. studenoga 1982. godine. Prvu postavu činili su Zoff (vokal), Marijan Barać (bubanj), Igor Modrić (bas gitara) i Zoran Klasić (gitara). Prvi nastup imali su 10. ožujka 1983. godine u kultnom riječkom klubu Palach. Ističući se provokativnim Modrićevim tekstovima koji su bili unikatna mješavina socijalno angažirane lirike i utjecaja avangardne poezije Grč brzo biva zapažen od strane slovenske publike te narednih nekoliko godina najviše svira po Sloveniji. Godine 1985. zajedno s Mrtvim Kanalom izdaju kazetu Grč/Mrtvi Kanal).
Pri kraju ovog razdoblja Zoff na koncertima počinje izvoditi šokantne performanse koji su sastavu pridali kultni status. Kasapljenje kravljih glava hladnim oružjem poput sjekira i motornih pila te prolijevanje krvlju od Grča je napravilo underground senzaciju, no isto je tako doprinijelo i tenzijama u sastavu. Smatrajući novonastalu estetiku sastava preekstremnom, Modrić i Klas napuštaju Grč 1987. godine. Iste godine Škuc Gallery iz Slovenije na kaseti izdaje Grčev debitantski album - Sloboda Narodu.

## Promjene postava, Grčeva daljnja evolucija i izlazak prvog CD-a (1987. – 2008.)
Godine 1987. Grč k sebi prima dva nova člana - Alena Badžaka na bas gitari i Alena Peranića na gitari - te nastavlja s radom. Međutim Peranić 1990. napušta sastav što dovodi do niza promjena na mjestu gitarista (Tihomir Pruša (1990. – 1993.), Miro Klarić iz opatijske metal sastava Dr. Steel (1993. – 1999.), Aljoša Ceglar (1999. – 2000.), Bojan Frlan (2000. – 2005.)). Modrićevim odlaskom Zoff preuzima na sebe glavninu tekstopisačke obveze te tijekom ovog perioda nastaju neke od Grčevih "nasilnijih" pjesama, djela prožeta mračnom estetikom i fascinacijom krvlju ("Životinja", "Raskomadana Strv", "Klatno"). 
Pojavom rata na području bivše države SFRJ Grč je još jednom pokazao svoju beskrompomisnost; kada su ih određene desničarske frakcije počele prisvajati zbog njihove pjesme "Noćas se Beograd Pali" i crne odjeće koju su nosili na sceni, na koncertima su češće svirali "Jamu", uglazbljenu verziju istoimene poeme Ivana Gorana Kovačića.
Godine 2008. Grč izdaje svoj prvi CD - Još ima krvi. Na CDu se nalazi 16 pjesama, što sa Slobode Narodu, što novonastalih. Taj je CD Grčeva prva velika krvava pjesmarica i odraz prve stabilnije epohe u bendovoj povijesti - 2008. godine s dolaskom gitarista Orijene Modrušana - Orija i bubnjara Zorana Kovača - Kissa Grč je ponovno počeo redovito nastupati i raditi na novom materijalu.

## Nek'padaju glave", novija povijest i sadašnjost (2008.-)
Godine 2011. Zoran Žmirić koji je u Grč došao zajedno s Kissom i Modrušanom napušta sastav, dovevši tako do nove krize glede članova. Nakon nekoliko zamjena sastavu se 2015. godine pridružuje basist Mišel Miškulin - Miško, a 2016. godine ritam gitarist Igor Stevanović - Stiv. Stevanović i Modrušan, obojica kolege iz sastava Grad i dugogodišnji prijatelji, po prvi puta u povijesti sastava čine gitaristički duo, što je Modrušanu dalo više kreativne slobode pri komponiranju pjesama. Iste godine, Grč izbacuje svoj treći album Nek' padaju glave. Album se razlikuje od svojih prethodnika digitalnom produkcijom te zvukom gitare koji podsjeća na moderne heavy metal sastave poput Rammsteina. Glazbene aranžmane na albumu potpisuje Modrušan, a tekstove Zoff i Kiss. Godine 2017. Kiss i Miškulin napuštaju Grč te se sastavu 2018. godine pridružuju Borna Padovan na basu i Borna Šućurović na bubnju.

## Diskografija
- (split kazeta, 1983., Galerija Škuc)
- ? (1987., FV Založba)
- Još ima krvi (CD, 2008., ?)
- Sloboda narodu (LP ploča, 2015., FOAD)
- Nek' padaju glave (2016., ?)